# Château de Cornusson
Le château de Cornusson est un château situé sur la commune de Parisot, dans le département de Tarn-et-Garonne, en France.

## Localisation
Le château de Cornusson a été construit sur un éperon rocheux dominant la vallée de la Seye.

## Description
C'est un château fort du Moyen Âge, entièrement reconstruit au cours du XVIe siècle et XVIIe siècle par la famille de La Valette-Parisot.

## Historique
Le château de Cornusson a été construit par François de La Valette-Cornusson, évêque de Vabres.
Le château de Cornusson est inscrit au titre des monuments historiques par arrêté du 20 août 2012.